# Agustín Lazo Adalid
Agustín Lazo Adalid (n. Ciudad de México, 1896 – f. íd., 1971) fue un artista, pintor, diseñador y dramaturgo mexicano. Fue considerado el pionero del surrealismo en el arte mexicano por varios historiadores especializados. 

## Carrera
Lazo provenía de familias notables de México tanto por el linaje materno como por el paterno. Visitaba la Escuela Nacional Preparatoria y se especializó profesionalmente en arte en la Escuela al Aire Libre de Pintura, en Santa Anita, Iztacalco, fundada por Alfredo Ramos Martínez en 1913. Junto con Rufino Tamayo, Julio Castellanos y Gabriel Fernández Ledesma visitó la Escuela Nacional de Bellas Artes después de 1917. Durante esta época asistió a Saturnino Herrán. 
En 1922 viajó a Europa por primera vez, donde visitó museos en Francia, Italia, Alemania y Bélgica, y conoció a artistas del movimiento vanguardista. En 1926 regresó a México, donde presentó una exhibición en 1926, antes de mudarse a París donde vivió nuevamente entre 1928 y 1930. Obviamente, la pintura europea influenció sus obras hasta mediados de la década de 1940. 
Lazo también se desempeñó como dramaturgo; su estilo ha sido comparado con el de Celestino Gorostiza. Fue miembro del "Grupo sin Grupo" de Los Contemporáneos. Trabajó en la Ciudad de México como escenógrafo y diseñador, en el Teatro Ulises y en el Teatro de Orientación, y en el Teatro Hidalgo del Parral en Chihuahua. Impartió clases de pintura en la Escuela Nacional de Pintura, Escultura y Grabado "La Esmeralda" y en el Instituto Nacional de Bellas Artes. Sus pinturas fueron exhibidas de manera póstuma en el Museo Nacional de Arte en 1982.

## Vida personal
Lazo fue amante del poeta y dramaturgo Xavier Villaurrutia. Después de la muerte de Villaurrutia, dejó de pintar y de escribir.